# Knooptafelboom
De knooptafelboom (Cordia nodosa) is een struik of boompje. Zoals bij alle soorten van deze orde zijn de bladeren, takken en zelfs de vruchten behaard. Het is de bekendste soort Cordia die in Suriname vaak met bostafelhout aangeduid wordt.
De kooptafelboom heeft een open parasolvormige kroon met weinig takken en kan tot 10 meter hoog worden. De stam is zonder takken tot op driekwart hoogte. De vruchten van het geslacht Cordia zijn in het algemeen eetbaar en bestaan uit een enkel zaad omgeven door zoetig vruchtvlees.
Cordia nodosa heeft tropisch Zuid-Amerika als verspreidingsgebied. Het omvat Bolivia, Peru, Ecuador, Brazilië, de Guiana's, en Venezuela. Het is een plant van de onderlaag van het regenwoud.
Het is een myrmecofyt, dat wil zeggen dat de plant een (mutualistische of symbiotische) samenwerkingsrelatie met mieren onderhoudt. De plant heeft daarvoor domatia, holle verdikkingen van de stam en slanke takken, die aan mieren een tehuis bieden. De plant brengt ook voor de mieren eetbare voedsellichaampjes voort op het jong blad en scheuten. Naar deze verdikkingen ("knopen") verwijzen zowel de Nederlandse als de wetenschappelijke naam nodosa.
In Peru is 40-80% bewoond door Allomerus octoarticulatus, een mierensoort uit de Myimicinae. Andere mierensoorten die van de plant gebruik maken zijn Azteca spp. en in 2% van de gevallen Myrmelachista schumanni. Op hun beurt, bieden de mieren de planten voordeel. Van A. octoarticulatus is waargenomen dat de mierenkolonie hun gastheerplant verdedigt tegen bladvraat; ook melken mieren bladluisachtige insecten die in hun domatia leven. De samenwerking is echter niet geheel wederzijds voordelig. De werksters steriliseren vaak de bloemen van de plant omdat dit de plant aanzet om meer domatia te produceren.

## Beeldgalerij

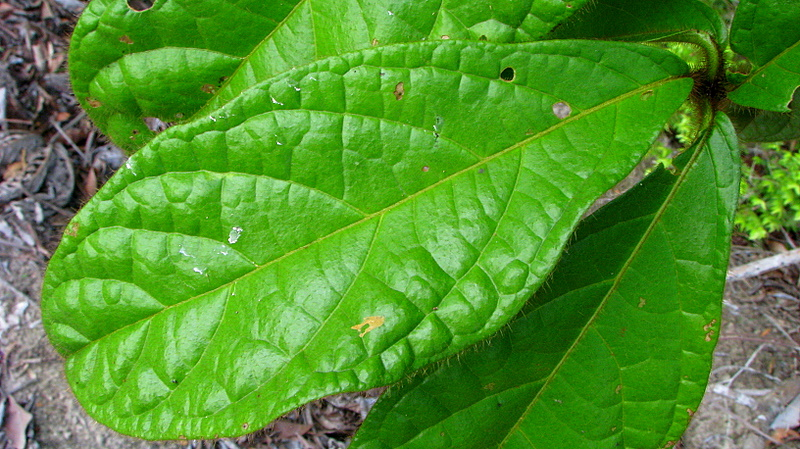
Nervatuur
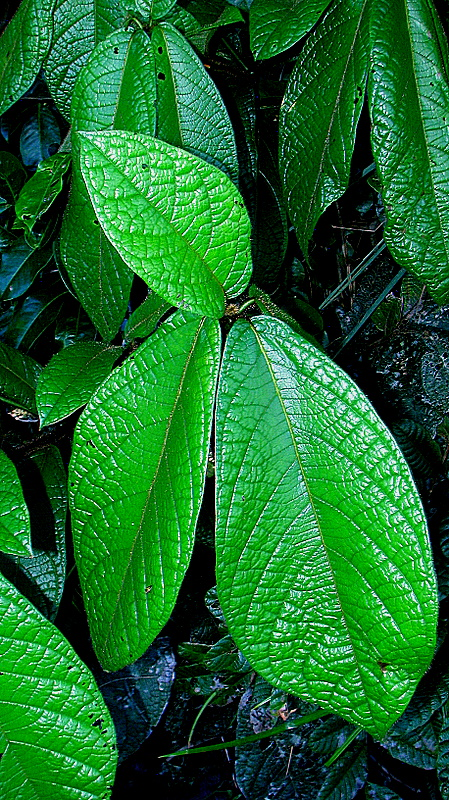
Blad
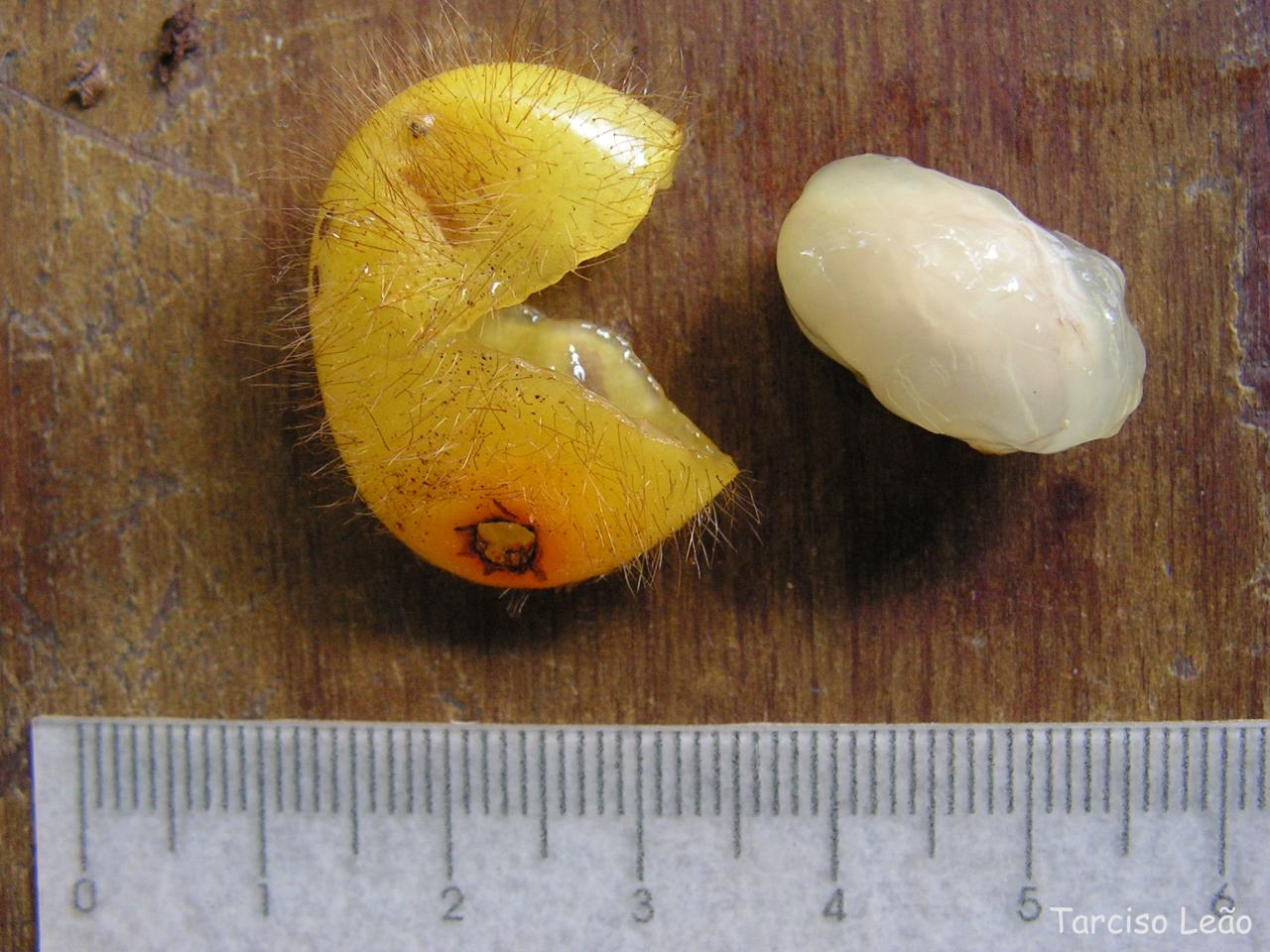
Vrucht met zaad
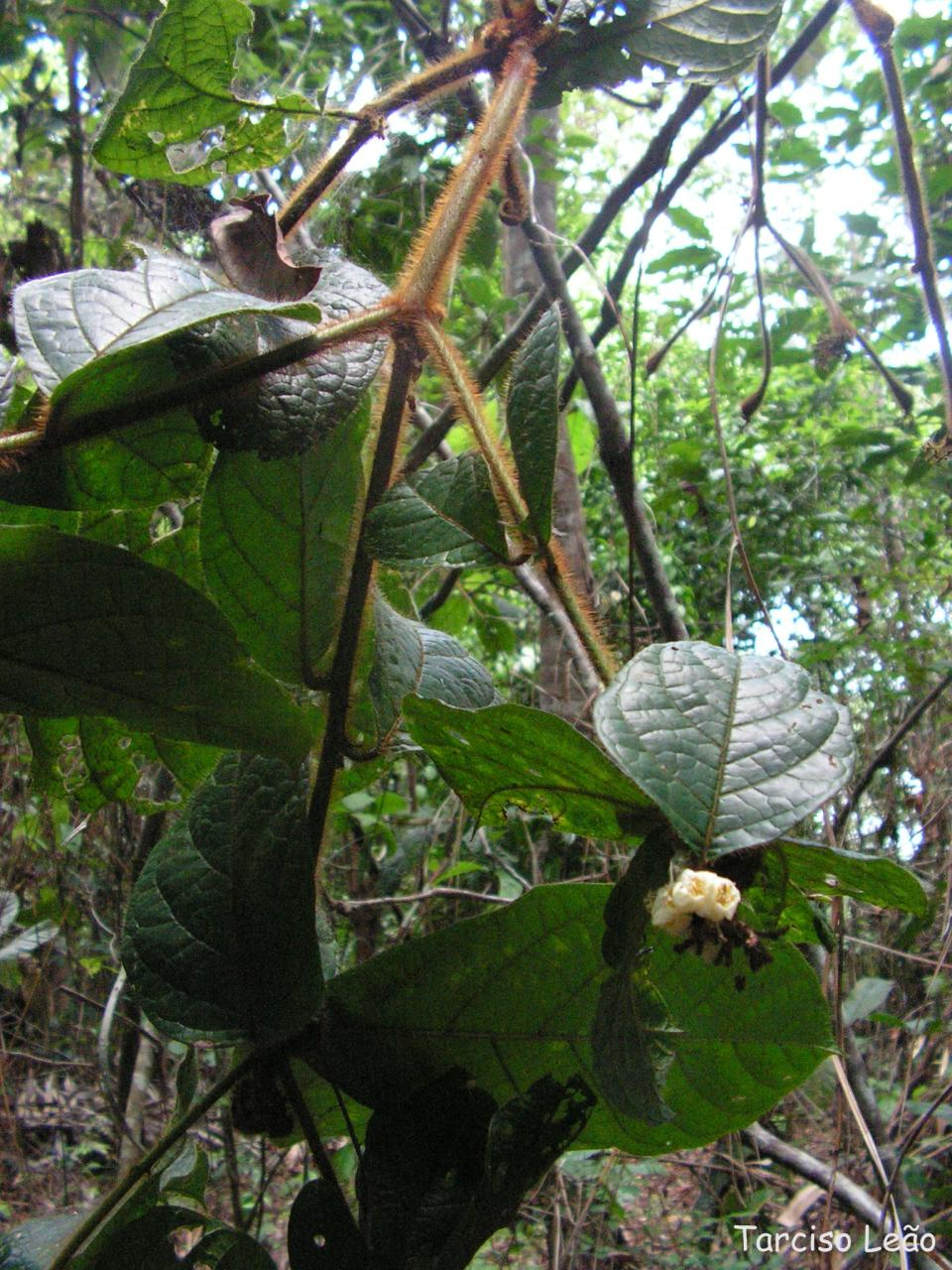
Bloei